# Тау Кита e
Тау Кита e (τ Cet e) — неподтверждённая экзопланета у солнцеподобной звезды Тау Кита, находящейся на расстоянии в 12 световых лет от Солнечной системы в созвездии Кита. На момент открытия в декабре 2012 года являлась четвёртой по удалённости от звезды.

## Открытие
В декабре 2012 года группа астрономов из Британии, Чили, США и Австралии объявила об обнаружении 5 экзопланет у звезды Тау Кита. Проведя исследования периодических колебаний лучевой скорости звезды, учёные сделали вывод о присутствии планет на стабильных орбитах, близких к круговым. Для подтверждения существования этих планет необходимы независимые наблюдения другими астрономами.

## Характеристики
Использованный способ обнаружения не позволяет определить большинство свойств планеты, за исключением её орбиты и массы.
Она вращается на расстоянии ~ 0,55 а.е. от звезды с периодом обращения примерно 168 дней и имеет минимальную массу ~ 4,3 массы Земли, что позволяет классифицировать её как суперземлю.

### Возможная обитаемость
Не исключено, что планета Тау Кита e является жизнепригодной, так как она вращается вокруг своей звезды вблизи внутреннего края обитаемой зоны. Планета получает примерно на 60 процентов больше света, чем Земля от Солнца, что её сильно нагревает и, возможно, на ней имеются условия, необходимые для появления жизни только простых термофильных (то есть теплолюбивых) организмов — тип экстремофилов, процветающих при температурах 45—122 °C. Если там атмосфера, похожая на земную, то средняя температура поверхности планеты составит почти 70 градусов по Цельсию. Климат на Тау Кита е, таким образом, был бы обусловлен сильным парниковым эффектом, что делает планету больше похожей на «супервенеру», чем на суперземлю. Без дополнительной информации о её атмосфере учёные пока не в состоянии сделать заявление относительно того, является ли она теплой или горячей, похожей на неподходящую для жизни Венеру. Если Tau Ceti e оценивать, исходя из земной атмосферы, то она имеет индекс сходства с Землёй (ESI) от 0,77.

## Межзвёздная экспедиция к Тау Кита
Тау Кита расположена на расстоянии 12 световых лет от Солнечной системы. На данный момент, даже используя современные технологии, отправить миссию к Тау Кита невозможно. Самый быстро движущийся искусственный космический объект — «Вояджер-1», скорость которого относительно Солнца на данный момент составляет ~ 17 км/c. Но даже у него путешествие до планеты Тау Кита e заняло бы 212 тысяч лет.